# أولغا بيريديري
أولغا بيريديري (بالأوكرانية: Ольга Передерій)‏ مواليد 12 أبريل 1994 في زاباروجيا، أوكرانيا، هي لاعبة كرة يد أوكرانية تلعب كمحور. مثلت منتخب أوكرانيا لكرة اليد للسيدات.

## سجل المنافسة
شاركت في البطولات التالية:
- بطولة أوروبا لكرة اليد للسيدات 2014

## روابط خارجية
- أولغا بيريديري على موقع الاتحاد الأوروبي لكرة اليد (الإنجليزية)